# Meredith Averill

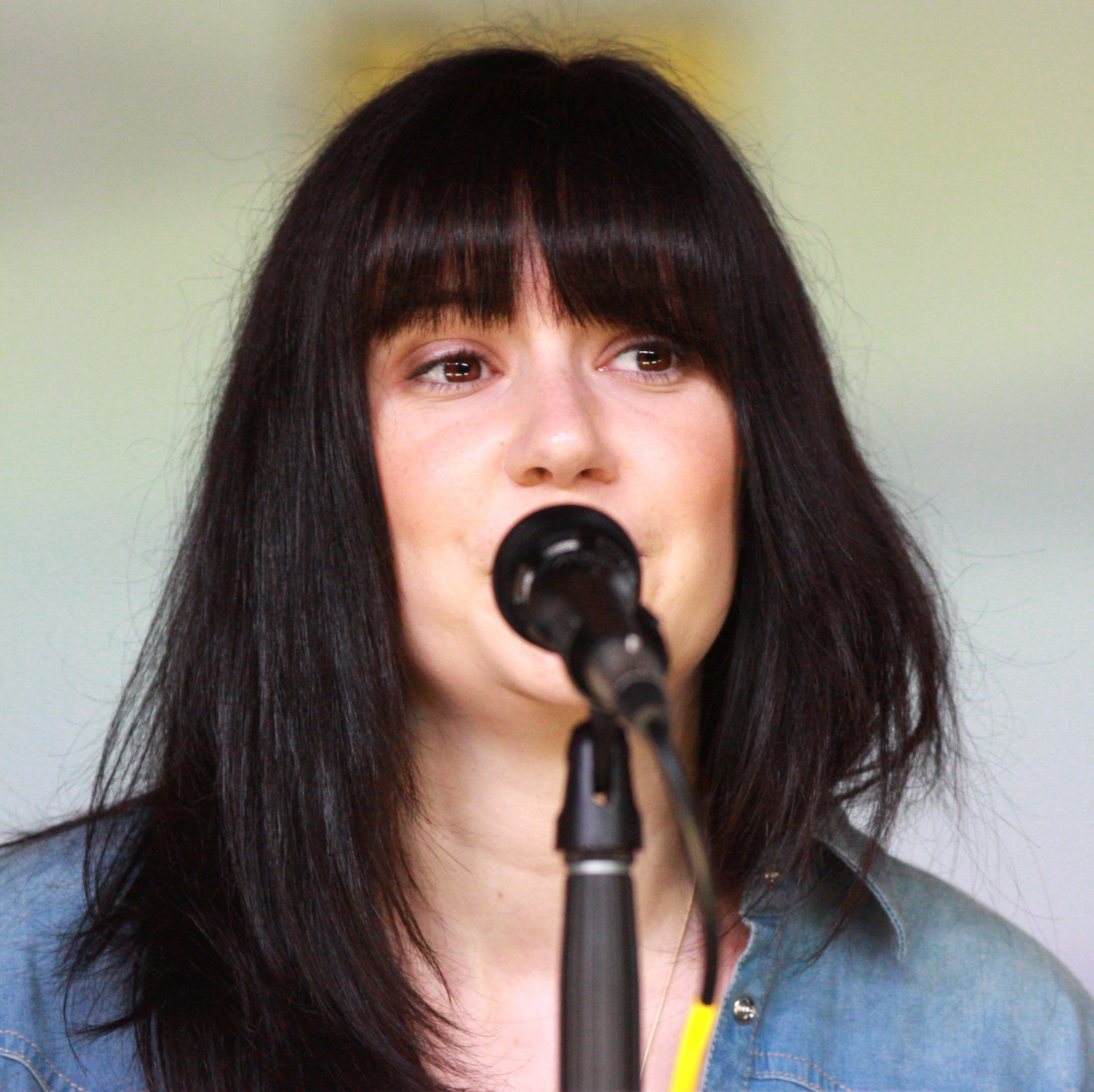
Meredith Averill bei der Comic-Con 2013 für Star-Crossed

Meredith Averill (* 20. März 1982 in Pottsville, Pennsylvania) ist eine US-amerikanische Drehbuchautorin und Fernsehproduzentin. Sie war Schöpferin und Co-Showrunner der kurzlebigen Fernsehserie Star-Crossed.

## Leben
Meredith Averill wuchs in Pottsville im US-Bundesstaat Pennsylvania auf. Bereits als sie jung war, hatte sie den Wunsch Autorin zu werden. Als Schülerin der Pottsville Area High School schrieb sie für die Schülerzeitung Tide Lines. Nach Abschluss der Highschool zog Averill nach New York und besuchte ab 2000 die New York University um Filmwissenschaften zu studieren. Bald darauf wechselte sie ihr Hauptfach und studierte Drehbuch. Nachdem sie 2004 absolviert hatte, begann sie sich für Fernsehserien zu interessieren und schrieb mehrere Drehbücher ohne Auftrag, sogenannte „spec scripts“. Es folgte ein Pilot spec, mit dem sie 2007 bei dem Drehbuchautorenprogramm Writers On The Verge in Los Angeles aufgenommen wurde.
Von Josh Appelbaum und André Nemec wurde Averill daraufhin als Drehbuchautorin eingestellt, schrieb an Drehbüchern der Miniserie Samurai Girl (2008) und arbeitete im Autorenraum der US-Fernsehserie Life on Mars (2008–2009) sowie der Mysteryserie Happy Town (2010) mit. Von 2010 bis 2013 schrieb sie im Autorenraum der CBS-Fernsehserie Good Wife. Mit der dritten Staffel der Serie (2011) wurde sie erstmals als Produzentin geführt. 2013 entwickelte Averill für The CW basierend auf dem Konzept einer spanischen Produktionsfirma die Fernsehserie Star-Crossed, die sich um eine romantische Beziehung zwischen einem menschlichen Mädchen und einem Alien-Jungen dreht, der mit sechs anderen seiner Art in eine Highschool integriert wird. Im Mai 2013 erhielt sie einen Zweijahresvertrag mit den CBS TV Studios. Meredith Averill war gemeinsam mit Adele Lim Co-Showrunner der kurzlebigen Serie mit 13 Episoden, die 2014 ausgestrahlt wurde. Mit Lim hatte Averill zuvor bei Life on Mars gearbeitet. Josh Appelbaum und André Nemec waren Executive Producer der Serie. Nach Absetzung von Star-Crossed arbeitete Averill 2014 bis 2015 an der CW-Serie Jane the Virgin. Seit 2020 wird die Fernsehserie Locke & Key auf Netflix gezeigt, die Averill erschaffen hat.
Meredith Averill wurde dreimal für einen Writers Guild of America Award nominiert: 2009 mit Life on Mars für die beste neue Fernsehserie sowie 2012 und 2014 mit Good Wife für die beste Dramaserie.

## Filmografie
- 2008: Samurai Girl (Miniserie)
- 2008–2009: Life on Mars
- 2010: Happy Town
- 2010–2013: Good Wife (The Good Wife)
- 2014: Star-Crossed
- 2014–2015: Jane the Virgin
- 2016: American Gothic
- 2016–2017: Pure Genius
- 2018: Gone
- seit 2020: Locke & Key